# Anne của Bohemia
Anne của Bohemia (tiếng Đức: Anne von Böhmen, tiếng Séc: Anna Česká; 11 tháng 5 năm 1366 – 7 tháng 6 năm 1394), còn được biết đến với cái tên Anne xứ Luxembourg (tiếng Đức: Anne von Luxemburg, tiếng Séc: Anna Lucemburská), là vương hậu Anh với tư cách là người vợ đầu tiên của Vua Richard II. Là thành viên của Vương tộc Luxembourg, bà là con gái lớn của vua Karl IV, Hoàng đế La Mã Thần thánh, và Elizabeth xứ Pomerania. Bà qua đời ở tuổi 28, và người ta cho là do bệnh dịch hạch gây ra.

## Cuộc sống ban đầu
Anne có bốn em trai, bao gồm Hoàng đế La Mã Thần thánh Sigismund, và một em gái, Margaret của Bohemia, Nữ bá tước xứ Nuremberg. Bà cũng có 5 anh chị cùng cha khác mẹ từ các cuộc hôn nhân trước của cha mình, bao gồm Margaret xứ Bohemia, Nữ hoàng Hungary. Anne chủ yếu được nuôi dưỡng tại Lâu đài Praha, và dành phần lớn thời gian đầu của mình dưới sự chăm sóc của anh trai bà, Vua Wenceslaus IV của Bohemia. Trong chuyến hành trình từ Flanders trên đường đến với cuộc sống mới để làm vương hậu ở Anh, bà đã nhận được sự bảo vệ chu đáo của chú mình, Wenceslaus I, Công tước Luxembourg.

## Vương hậu Anh

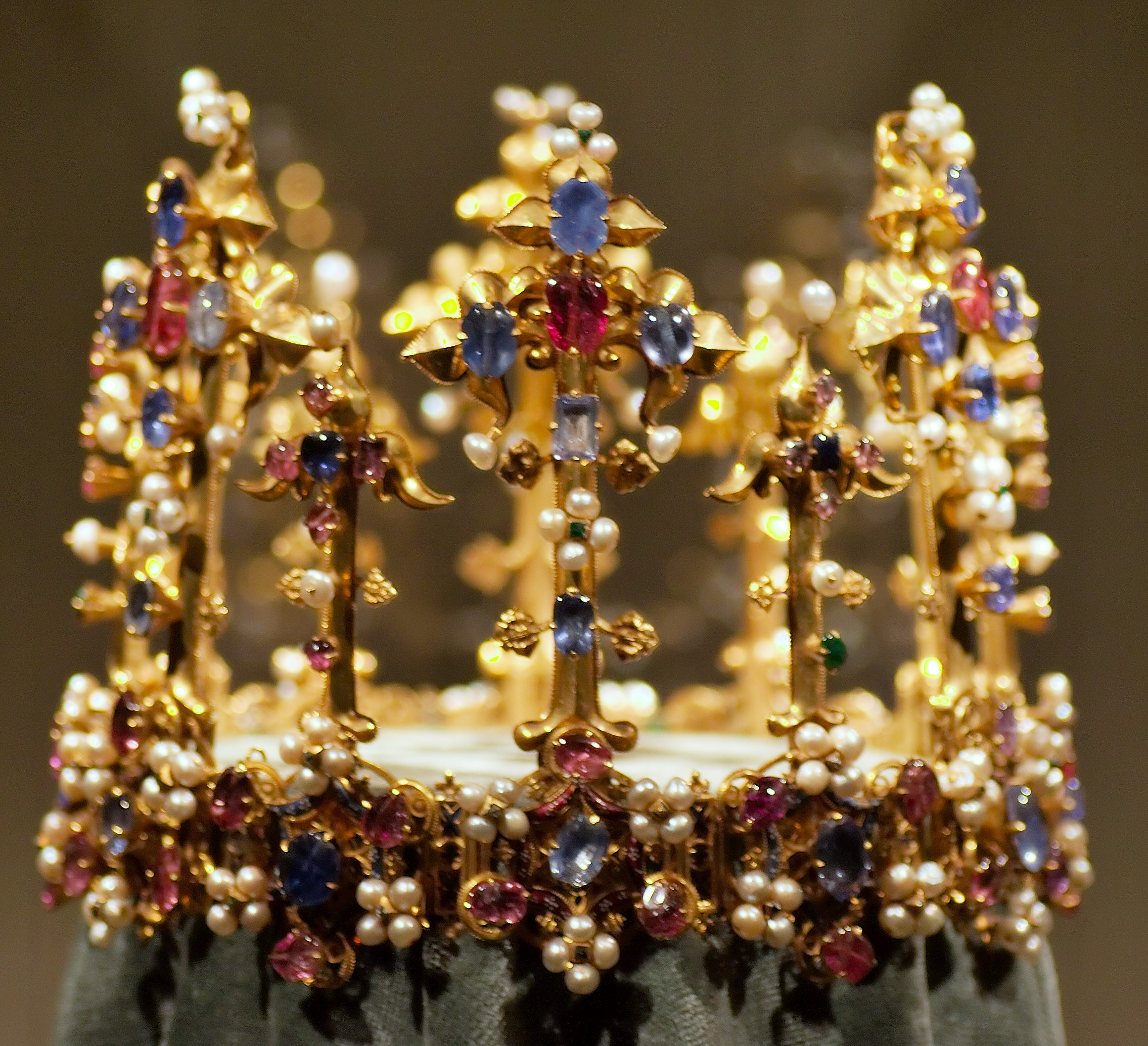
Vương miện của Công chúa Blanche (con gái vua Henry IV), nhưng có lẽ được làm cho Anne

Richard II kết hôn với Anne vào năm 1382 do hậu quả của Chủ nghĩa phân minh phương Tây (1378-1417) của Giáo hoàng đã dẫn đến hai giáo hoàng đối địch. Theo Eduard Perroy, Giáo hoàng Urban VI đã xử phạt cuộc hôn nhân giữa Richard và Anne nhằm cố gắng tạo ra một liên minh nhân danh ông, đặc biệt để ông có thể mạnh hơn chống lại người Pháp và vị giáo hoàng tạo phản của họ, Clement. Cha của Anne, Karl là quốc vương quyền lực nhất châu Âu vào thời điểm đó, khi ông đã cai trị khoảng một nửa dân số và lãnh thổ của châu Âu.
Cuộc hôn nhân được ký kết trái với mong muốn của nhiều thành viên trong giới quý tộc của ông và các thành viên quốc hội, và chủ yếu xảy ra theo sự xúi giục của cố vấn Michael de la Pole của Richard. Richard ban đầu đã được Caterina Visconti, một trong những người con gái của Bernabò Visconti, Lãnh chúa của Milan, người mang theo rất nhiều tiền làm của hồi môn để làm lễ cưới. Nhưng thay vào đó, Anne đã được chọn. Bà thì không mang theo một chút của hồi môn nào, và để đổi lấy cuộc hôn nhân, Richard đã đưa 20.000 florin (khoảng 4.000.000 bảng Anh theo giá trị ngày nay) để trả cho anh trai bà là Vua Wenceslaus IV của Bohemia, người đã viết thư cho Richard để nhấn mạnh nghĩa vụ chung của họ với tái hợp Christendom. Có rất ít lợi ích ngoại giao - mặc dù các thương gia người Anh giờ đây được phép buôn bán tự do trong cả vùng đất Bohemian và vùng đất của Đế chế La Mã Thần thánh, nhưng con số này không nhiều khi so sánh với lợi ích ngoại giao thông thường từ các cuộc hôn nhân do chiến tranh với Pháp.
Các cuộc đàm phán không thể hoàn thành cho đến năm 1380 vì đội đàm phán của Richard đã bị giữ để đòi tiền chuộc khi trở về từ Praha. Hiệp ước hôn nhân được ký kết vào tháng 5 năm 1381.

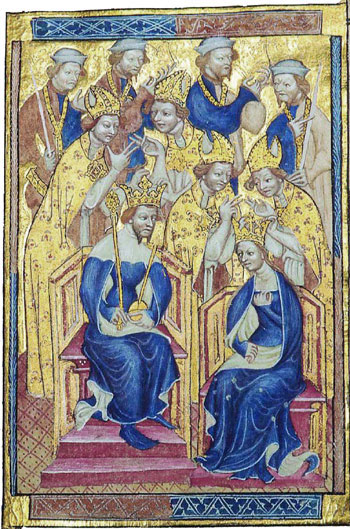
Anne và Richard trong lễ đăng quang Liber Regalis

Khi bà đến Anh vào tháng 12 năm 1381 sau nhiều cuộc trì hoãn bởi những cơn bão, Anne đã bị chỉ trích nặng nề bởi các nhà biên niên sử đương thời, có lẽ là kết quả của sự dàn xếp tài chính cho cuộc hôn nhân, mặc dù nó khá điển hình cho việc các nữ hoàng được xem xét trên phương diện phê bình. Biên niên sử Westminster gọi bà là "mảnh vụn nhỏ bé của nhân loại", và Thomas Walsingham kể về một điềm báo tai họa khi bà đến, đó là khi những con tàu của bà bị vỡ tan tành ngay khi cô vừa rời tàu. Tuy nhiên, Anne và Vua Richard II đã kết hôn tại Tu viện Westminster vào ngày 20 tháng 1 năm 1382. Tuy nhiên, sự tiếp đón từ người dân London đôi khi lại chính là thù địch. Các giải đấu (có thể là đấu kiếm) được tổ chức trong vài ngày sau buổi lễ kỷ niệm. Sau đó, họ thực hiện một chuyến tham quan khắp nơi và ở lại tại nhiều tu viện lớn trên đường đi. Năm 1383, Anne đến thăm thành phố Norwich, ở tại Bệnh viện lớn, một trần nhà gồm 252 con đại bàng đen đã được làm để vinh danh bà. Anne và Richard chỉ mới 15 tuổi khi họ gặp nhau và kết hôn lần đầu tiên. Tuy nhiên, "hai thiếu niên lanh lợi" này sớm rơi vào mối quan hệ yêu đương và "qua nhiều năm, thì nhà vua tỏ ra thực sự tận tụy với người vợ mới của mình".
Đám cưới của Anne với Richard II là đám cưới hoàng gia thứ 5 ở Tu viện Westminster, nhưng không còn bất kỳ đám cưới hoàng gia nào khác ở Tu viện Westminster trong 537 năm nữa.

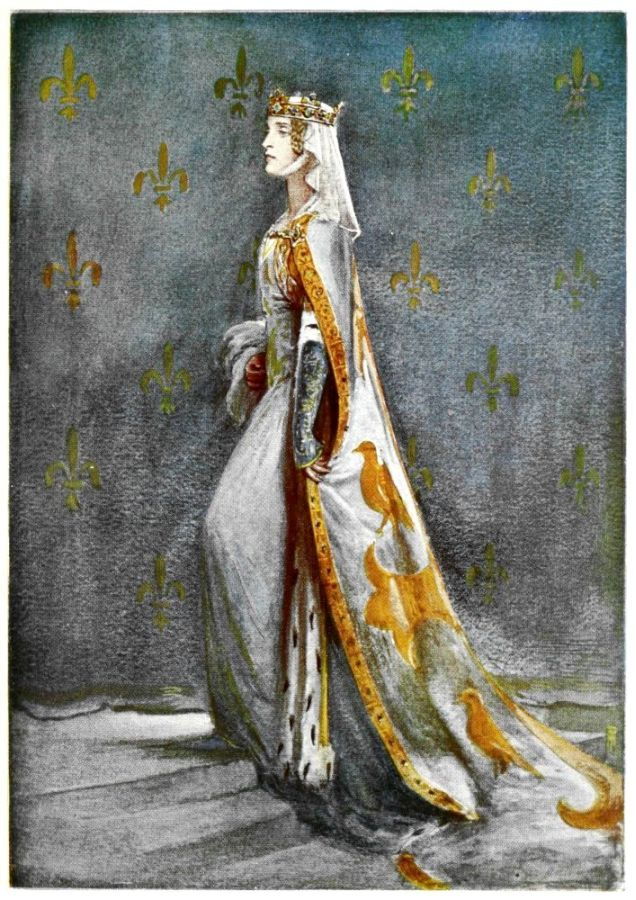
Nữ hoàng của Richard II thế kỷ 14 - Anne of Bohemia - minh họa bởi Percy Anderson

Tòa án của Charles IV, cha của Anne, có trụ sở tại Praha, là một trung tâm theo kiến trúc phong cách Gothic Quốc tế, khi đó đang ở đỉnh cao. Và sự xuất hiện của bà dường như trùng hợp và có thể gây ra những ảnh hưởng mới đến nghệ thuật Anh. Vương miện của Công chúa Blanche, hiện ở Munich, có thể đã được làm cho Anne, ở Prague hoặc Paris.
Họ kết hôn được 12 năm, nhưng không có con. Cái chết của Anne vì bệnh dịch vào năm 1394 tại Sheen Manor là một đòn giáng nặng nề đối với Richard. Ông ta quá đau buồn nên đã phá hủy Sheen Manor, nơi bà qua đời. Các nhà sử học đã suy đoán rằng những lời khuyên của bà có tác dụng an ủi rất tốt đối với Richard trong suốt cuộc đời của bà. Điều này cho thấy nhiều hành vi thiếu khôn ngoan của ông trong những năm sau cái chết của Anne đã nhanh chóng khiến ông mất ngôi.
Richard kết hôn với người vợ thứ hai, Isabelle của Pháp, một công chúa Pháp chỉ mới 6 tuổi, vào ngày 31 tháng 10 năm 1396, sau hơn 2 năm Anne qua đời.